# Brachyctenistis undilinea
Brachyctenistis undilinea är en fjärilsart som beskrevs av W. Warren 1904. Brachyctenistis undilinea ingår i släktet Brachyctenistis och familjen mätare. Inga underarter finns listade i Catalogue of Life.